# Familia Kafie

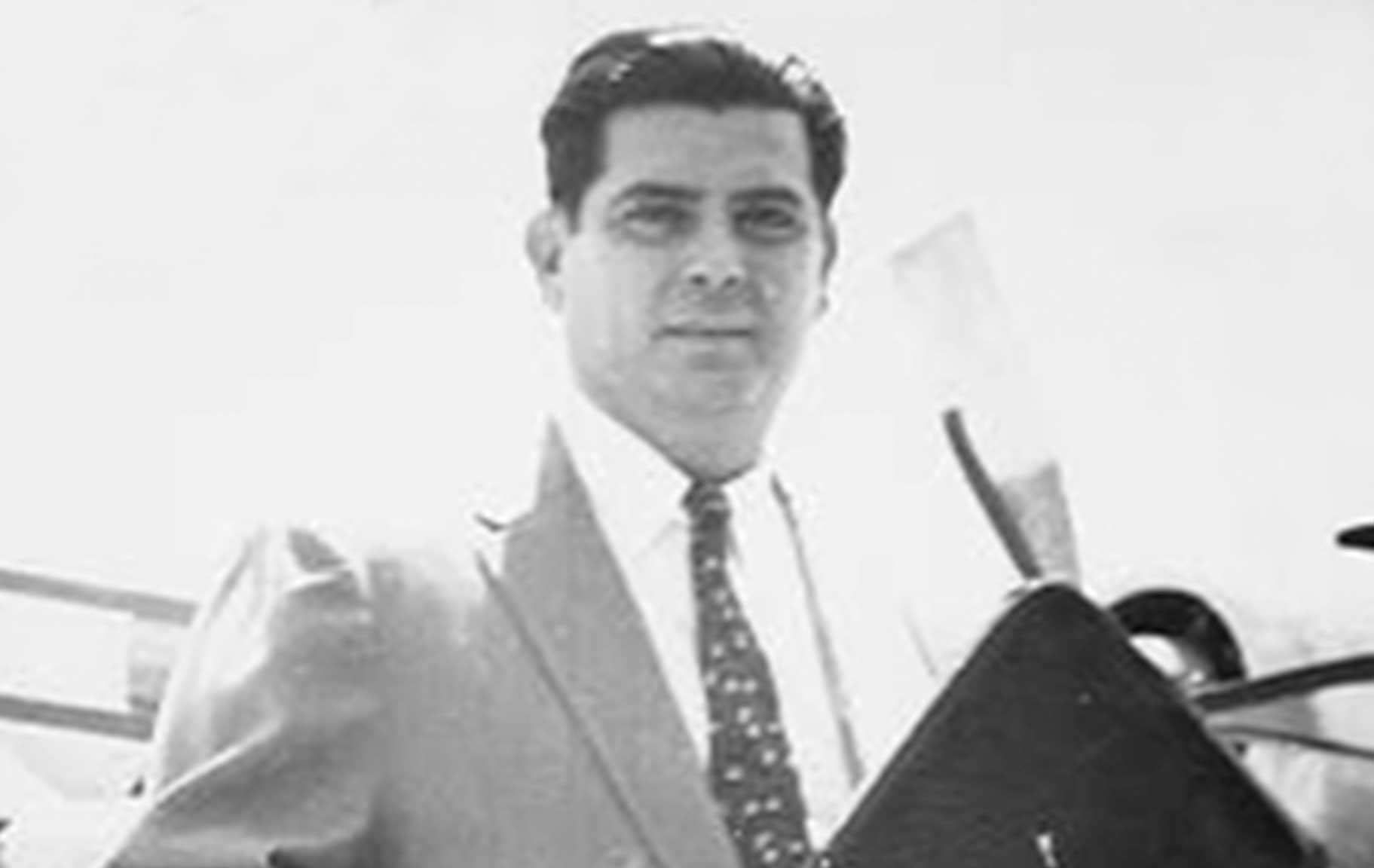
Luis Kafie, founder of LKco and Cortitelas.

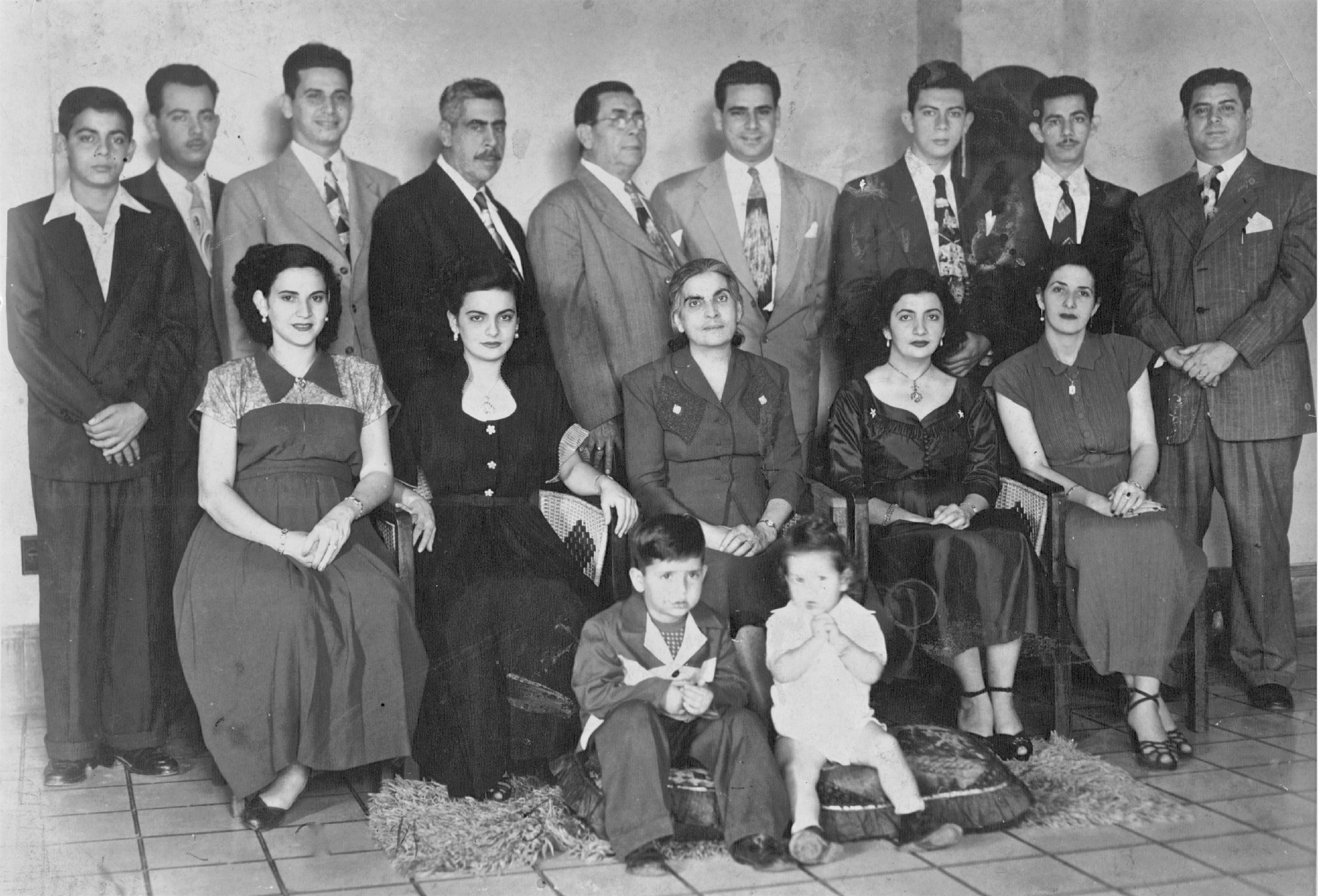
La familia "Kafie"

La familia Kafie  es una familia hondureña cuyos miembros son responsables de fundar y operar varias de las empresas más grandes del país, en diversos campos de comercio y para apoyar una variedad de iniciativas caritativas.
El nombre de la familia "Kafie " se origina en Honduras, mientras que la familia Kafie de Honduras ha sido reconocida como parte de la diáspora palestina.  Sus antepasados emigraron a Inglaterra en el siglo XIX, y patriarca familiar Chuckri Kafie se trasladó de allí a La Unión, El Salvador en 1901. Miembros de la familia más seguido, y dentro de las próximas décadas, la familia se trasladó a Tegucigalpa, Honduras. a partir de la década de 1970 un número de descendientes de los originales miembros de la familia Kafie se trasladó a los Estados Unidos de América.
La rama más notable de la familia son descendientes del hijo de Chuckri Kafie,  Luis Kafie, un empresario textil y su esposa, Elena "Nena" Larach.

## Miembros destacados

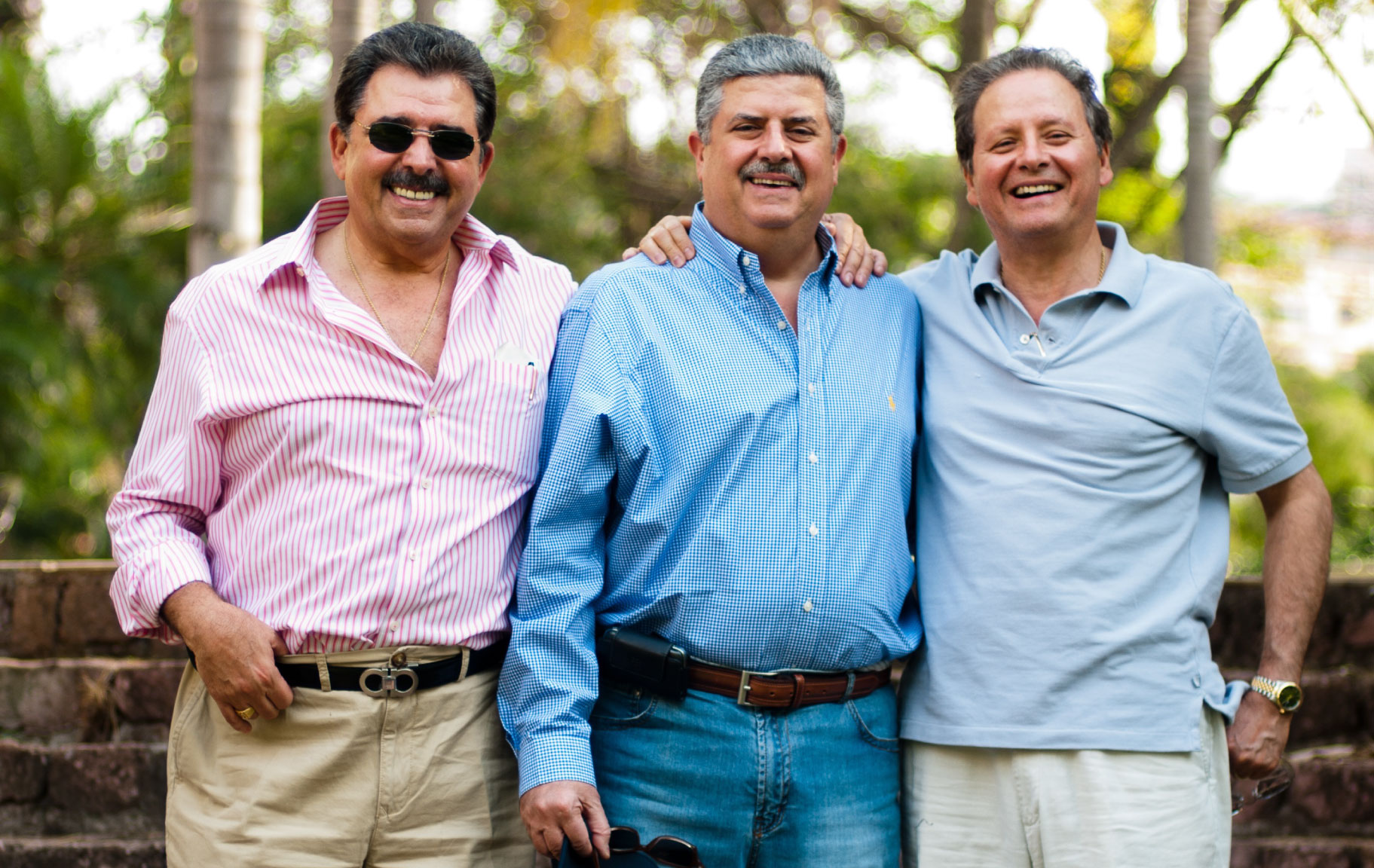
Kafie Larach Brothers, Chucry Kafie, Eduardo Kafie and Luis Kafie.

### Schucry Kafie
Schucry Kafie (nacido 11 de noviembre de 1947; deletreado Schucrie o Schucri en algunas fuentes) es fundador de Lácteos de Honduras S.A. de S.A.—más conocida como Lacthosa, la empresa de lácteos más grande del país. Él es también un miembro fundador de Luz y Fuerza de San Lorenzo Sociedad Anónima — más conocido como Lufussa — el mayor proveedor de electricidad en Honduras. Él es el Cónsul Honorario de Jordania en Honduras. Kafie se casó con Marlene Nasser en 1982. Tienen cuatro hijas Stephanie, Elena, Vivian y Marianne.

### Luis Kafie
Luis Kafie, nació en Tegucigalpa, Honduras. Recibió un Bachillerato en Ciencias y Letras del Instituto San Francisco en 1967 y Licenciado en Administración de Empresas y Finanzas de la Universidad de Georgetown University en 1971.  Luis Kafie es cofundador de Lufussa y el Cónsul Honorario de Finland en Honduras.

### Eduardo Kafie
Eduardo Kafie (nacido el 30 de junio de 1953), nació en Tegucigalpa, Honduras. Él está a cargo de Lacthosa Cereales y Colon Fruit Company  más conocida como Cofructo y es también es el Cónsul Honorario de Jamaica en Honduras y presidente honorario de la Fundación Caritativa de la familia.

## Otros miembros de la familia
Otros miembros de la familia reconocidos, o miembros que participan en las empresas familiares son: 
- Miriam Kafie, Gerente de Responsabilidad Social Empresarial para la filial Lacthosa Sula[15]
- Monique Kafie, Gerente de Mercadeo y Ventas de la filial de Lacthosa Ceteco[16]
- Elena Kafie,  Directora de Mercadeo y Comercial de Lacthosa[17]
- Stephanie Kafie, Directora de Desarrollo de Negocios de Lacthosa[18]
- Luís José Kafie (deletreado "Caffi" en algunas fuentes), gerente de la compañía Cofructo, Cofructo es un importante productor hondureño de jugo de naranja que compra las naranjas de más de dos mil granjas familiares en la región del Bajo Aguan para el jugo de naranja vendido en Honduras y exportado a los países vecinos y los Estados Unidos.[19][20]
- Christopher Kafie, ejecutivo y miembro de la Junta Directiva  de Lufussa[21][22]
- Javier Kafie, cineasta y autor nacido en México en 1982. Javier ha vivido y estudiado en Honduras, Alemania, Estados Unidos y El Salvador y es conocido por sus películas “El Salvador: Cuatro Puntos Cardinales”, “Perfectos”, “Nada”, y “Elefantes”. En 2022 publicó la novela “Lo que queda de la noche”[23][24]

## Fundación Kafie

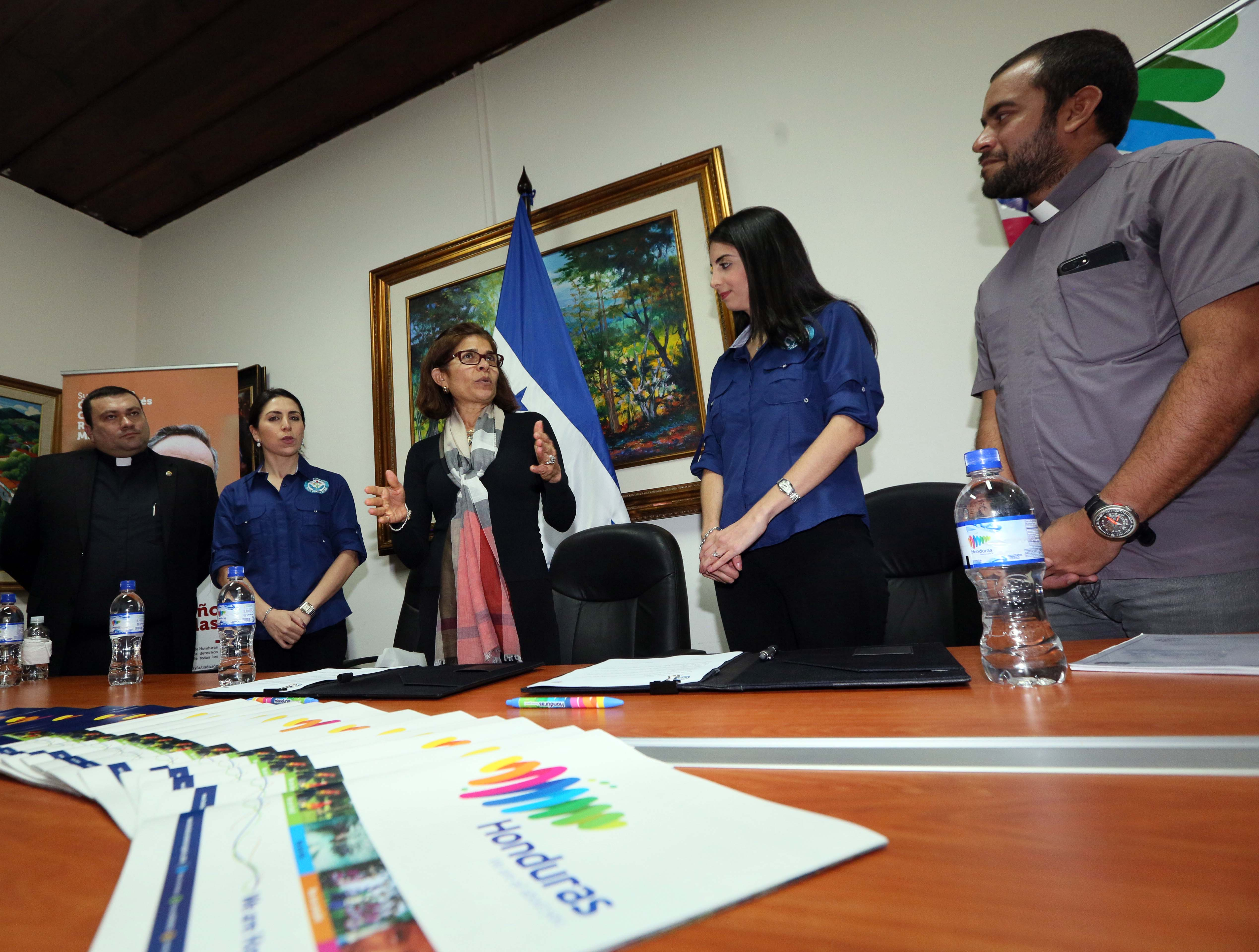
Fundación Kafie y Marca Pais.

Fundación Kafie es una fundación benéfica creada por Schucry, Luis y Eduardo Kafie en 2006. la Fundación  ha participado en más de 200 proyectos dirigidos a mejorar la vida de los hondureños, con un enfoque de comunidad, salud y educación.
La Fundación ha invertido en el suministro de alimentación escolar, invertir 600 mil lempiras para instalar comedor para niños en la escuela Juan Ramón Molina, en la aldea El Llano del municipio de Ojojona. la Fundación también ha participado en la construcción o reconstrucción de decenas de iglesias, como la capilla de Sagrada Familia en Amarateca.  en diciembre de 2016, la Fundación informó haber reconstruido las 33 iglesias, y se anunció que se unirá a la Fundación con el proyecto de "Las iglesias de Honduras" por continuos esfuerzos hacia este fin.  la Fundación también apoya la organización Hogares CREA en ayudar a los jóvenes que han sido rehabilitados de la adicción a las drogas a reintegrarse en la sociedad.  en junio de 2017, la Fundación entrada en una colaboración con el San Felipe General Hospital llamado "La Cajita de Nena" para donar cajas postparto proveer suministros para madres que dan a luz allí.
En cuanto a la protección del medio ambiente la Fundación apoyó la creación de un arrecife artificial de coral en el Golfo de Fonseca, y conservación de la tortuga golfina en la misma región. El arrecife artificial, creado en colaboración con diferentes instituciones gubernamentales y privadas, fue iniciado por sumergirse veinte cúpulas de hormigón grandes diseñados para proporcionar un hábitat para varias especies marinas nativas del Golfo de Fonseca. la Fundación donó 250 mil lempiras hacia el coste de este esfuerzo, que también fue proyectada en beneficio de las familias de 300 pescadores de la región. en apoyo del proyecto de conservación de tortugas marinas, más de 30 voluntarios de la Fundación participan en la liberación anual de más de 40.000 tortugas nacieron de huevos puestos en sitios de conservación en Punta Ratón, Cedeño, Boca del río Viejo, El Edén , Punta Condega y Carretales.